# Club de Guisanderas
El Club de Guisanderas es un colectivo de mujeres fundado en 1997 en Asturias para conservar la tradición culinaria asturiana, y defender y promover la cocina tradicional de la región.

## Historia

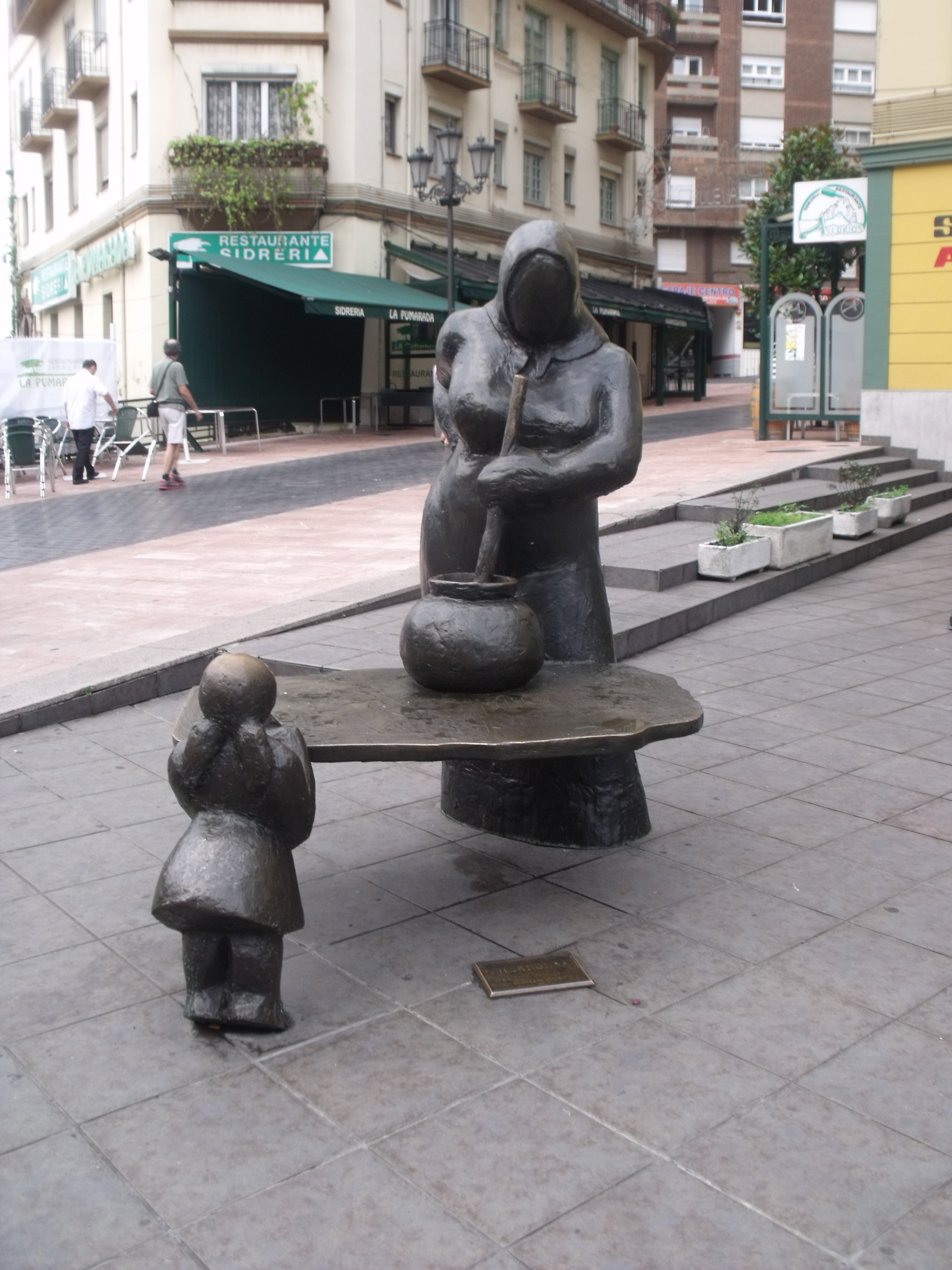
Guisandera. Escultura urbana en Oviedo, obra de María Luisa Sánchez-Ocaña

Históricamente las guisanderas trabajaban de manera altruista en sus comunidades. En cada parroquia, una o dos mujeres eran llamadas para preparar banquetes especiales, sin recibir pago monetario, aunque después la comunidad les devolvía el favor ayudándolas en las labores de la casa y el campo cuando era necesario.
Se origen está en el I Congreso de Hostelería de Asturias de 1997, cuando 13 mujeres decidieron organizarse para destacar el valor de la gastronomía tradicional. En el 2000, Amada Álvarez Pico se convirtió en presidenta del Club de Guisanderas, permaneciendo en el cargo durante más de dos décadas.
El grupo de cocineras que forman parte de la asociación, todas propietarias de restaurantes, trabaja para evitar que la cocina asturiana se pierda, tanto en hogares como en restaurantes de alta cocina. Además, se dedican a recuperar y divulgar la historia de cada plato típico asturiano en eventos de promoción dentro y fuera de la región. Son un grupo exclusivamente femenino porque consideran que las mujeres han sido clave en la preservación de todos estos conocimientos culinarios, al transmitirlos de generación en generación.
El club cuenta con más de cuarenta guisanderas activas para asegurar el relevo generacional. Su labor se puede conocer en 21 restaurantes de la región, donde trabajan sus miembros, y en diversas publicaciones que recogen recetas tradicionales de legumbres, verduras, pescados, carnes y postres, reflejando el legado de la cocina asturiana.
En 1999, publicaron El libro de las guisanderas de Asturias, la cocina legendaria, que autofinanciaron ellas mismas. La primera tirada contó con 12000 ejemplares. En 2019, publicaron su segundo libro, Recetas de las guisanderas de Asturias, que se presentó en Salón Gourmets de Madrid. En 2022 publicaron un libro conmemorativo de los 25 años del club.
Desde el año 2002, el Club de Guisanderas de Asturias otorga el premio Guisandera de Oro para reconocer a personas y entidades que se destacan en la promoción de la cocina asturiana, habiendo sido reconocidos personajes como Ymelda Moreno, Ramón Sánchez-Ocaña, Carlos Martínez Guardado o el periodista Juan Ramón Lucas en 2024.

## Reconocimientos
El Centro Asturiano de Madrid otorgó el premio Urogallo de bronce en la categoría de gastronomía al Club de Guisanderas en el año 2011. Diez años después, la asociación recibió la Medalla de Plata de Asturias por su labor en la preservación de recetas y platos tradicionales de la región, así como en la reivindicación del papel de las mujeres en la transmisión de la cultura gastronómica.
En 2024, las miembros del Club de Guisanderas fueron nombradas Asturianas del Mes, un galardón que otorga el diario La Nueva España. Además, el Club de Guisanderas formó parte del proyecto de Gastronomía Española "España: Cocina Abierta" que coordinó la Real Academia de la Gastronomía junto con Google Arts & Culture.